# Francine-Dominique Liechtenhan
Francine-Dominique Liechtenhan (dans les publications russes : Франсина-Доминик Лиштенан), née à Bâle,, est une historienne française.

## Biographie
Francine-Dominique Liechtenhan est la fille d’une Française et d'un Suisse, le publiciste et dramaturge Rudolf Liechtenhan (de). Elle étudie la philologie française, la slavistique et l'histoire moderne et contemporaine à l'université de Bâle et travaille, de 1984 à 1985, en tant qu'assistante au Collège de France, d'abord auprès de Georges Blin, puis d'Emmanuel Le Roy Ladurie.
De 1986 à 1990, elle est assistante auprès de la chaire de littérature française de l'université de Bâle, où elle obtient son doctorat en 1988, avec une thèse sur Astolphe de Custine. Elle entre en 1990 au CNRS, où elle devient directrice de recherche. De 1991 à 1997, F.-D. Liechtenhan est chargée de cours à l'université de Paris III. En 1996, elle soutient sa thèse d'habilitation sur le rôle de la Russie dans la guerre de Succession d'Autriche à l'université Paris-Sorbonne (Paris IV) (publiée sous le titre La Russie entre en Europe, CNRS Éditions, 1997, traduction russe publiée chez OGI en 1998).
Depuis 2004, elle est chargée de recherches au Centre Roland-Mousnier, dont elle est membre du conseil scientifique depuis 2006. Depuis la même année, elle est chargée de cours et membre de l'École doctorale de l'université de Paris-Sorbonne. Depuis 2011, elle est directrice de recherche au Centre national de la recherche scientifique et membre correspondante de l'Académie des sciences, arts et belles-lettres de Caen. En outre, elle assure diverses missions d'enseignement dans d'autres universités. Au cours du semestre d'hiver 2013-2014, elle est professeure invitée à l'Institut d'histoire de l'Europe de l'Est à l'université de Vienne. En 2015-2016, elle est vice-rectrice de l'université fédérale de l'Oural. En 2022, elle est professeure invitée à l'université de Rome I (Sapienza).
Depuis 2017, elle est membre du conseil de coordination du « Dialogue de Trianon », instauré par les présidents français et russe Emmanuel Macron et Vladimir Poutine.

## Publications

### Ouvrages
- Astolphe de Custine, voyageur et philosophe, Éditions Champion-Slatkine, 1990, 208 p.
- La Russie entre en Europe ; Élisabeth Ire et la guerre de Succession d'Autriche, CNRS-Éditions, 1997, 247 p.
- Rossija vxodit v Evropy, traduction en russe par Véra Miltchina, texte revu et augmenté par des textes inédits, Moscou, OGI, 2000, 407 p.
- Le Grand pillage ; du butin des nazis aux trophées des Soviétiques, Ed. Ouest- France, Mémorial, 1998, 216 p.
- Les Trois christianismes et la Russie ; les voyageurs occidentaux face à l’Église russe (XVe – XVIIIe siècle), CNRS-Éditions, juin 2002, 208 p.
- Le Laboratoire du Goulag, Desclée de Browers, septembre, 2004, 309 p. (traduction en russe par A. Mitrophanov, avec la préface du père G. Mitrophanov, à paraître chez ROSSPEN, 2018).
- Il laboratorio del Gulag. Le origini del sistema concentrazionario sovietico, trad. Federica Giardini, Turin, Lindau, 2009, 320 p.
- Élisabeth de Russie (1709-1762), l’autre impératrice, Fayard, 2007, 526 p. (avec notes, bibliographie, chronologie, index).
- Elizaveta Petrovna, Imperatrica ne poxozaja na drugix, traduction de notre Élisabeth de Russie par I. N. Vasjucenko et G. B. Zinger, Moscou, Astrel’, 2012, 635 p.
- Pierre le Grand, SPM, collection « Kronos », 2011, 150 p. ; réédité en 2013.
- Le Crépuscule des empereurs ; la fin des grandes dynasties européennes, ouvrage illustré, Ouest-France, 2012, 247 p.
- Pierre le Grand, le premier empereur de toutes les Russies, Tallandier, 2015, 687 p. Ouvrage classé au deuxième rang du grand prix de la biographie politique 2015. Traduction en russe prévue pour 2018.
- Le Grand pillage ; du butin des nazis aux trophées des Soviétiques, édition revue et corrigée, Éd. Ouest-France, 2017, 348 p.
- Pierre le Grand, tsar des Lumières ou des Ténèbres, éd. revue et modifiée par rapport à l’iconographie, SPM, Kronos, 2017, 156 p.

### Ouvrages en collaboration
- Avec E. Le Roy Ladurie, Le Siècle des Platter, t. II, Voyages de Thomas Platter II, Fayard, 2000, 703 p.
- Avec E. Le Roy Ladurie, Le Siècle des Platter, t. III, Voyages de Thomas Platter II, Fayard, 2005, 637 p.
- Une vie pour l’histoire ; entretiens avec E. Le Roy Ladurie, Tallandier, 2014, 249 p.

### Direction d’ouvrages
- Europe 1946 ; entre le deuil et l'espoir, actes du Colloque international de Caen (22-24 février 1996), Éd. Complexe, Mémorial, 1996. 353 p.
- Le Coq et l'ours, trois siècles de relations franco-russes, Mélanges en l'honneur de M. Cadot, Presses de la Sorbonne nouvelle, 2000, 286 p.
- Avec A. O. Tchoubarian, Francuzy v naucnoj i intellektual’noj zizni Rossii, Moscou, Olma media group, 2010, 383 p. [Les Français dans la vie scientifique et intellectuelle de la Russie]
- Histoire, écologie et anthropologie, trois générations face à l’œuvre d’Emmanuel Le Roy Ladurie, PUPS, 2011, 431 p.
- Avec Evgenij Rytshalovskij (RGADA), Rossija v XVIII stoletii, numéro spécial consacré à l’impératrice Élisabeth, Moscou, Academia, 2013, 132 p.
- Avec A. O. Tchoubarian,  Francuzy v naucnoj i intellektual’noj zizni Rossii v XIX v, Moscou, Institut d’histoire universelle de l’Académies des Sciences de Russie, 2013, 386 p.
- Avec A. O. Tchoubarian, Francuzy v naucnoj i intellektual’noj zizni Rossii v XX v, Moscou, Institut d’histoire universelle de l’Académies des Sciences de Russie, 2013, 352 p.
- Avec Gwenola Firmin, Thierry Sarmant, catalogue de l’exposition Pierre le Grand, un tsar en France, 1717, Château de Versailles, Lienart, 2017, 240 p.
- Avec I. et D. Gouzevitch, A. Kobak, Petr velikij, Saint-Pétersbourg, Institut Pierre le Grand, Evropejskij dom, à paraître 2017.

### Éditions critiques ou éditions de textes inédits
- Théophile Gautier, Voyage en Russie (avec préface, notes, glossaire, bibliographie et un recueil de documents complémentaires), La Boîte à Documents, 1990, 566 p.
- Eon de Beaumont, Charles, En Russie au temps d’Élisabeth, Mémoire sur la Russie en 1759 par le chevalier d’Eon,  établissement du texte, avec préface, notes et bibliographie, Inventaires, coll. “valise diplomatique”, 2005, 193 p.
- Favier, Jean-Louis, Géopolitique du Nord, les Observations de Jean-Louis Favier sur la Russie en 1761, SPM, Kronos, 2016, 229 p. 1. Astolphe de Custine, voyageur et philosophe, Éditions Champion-Slatkine, 1990, 208 p.

L'ensemble des publications peut être consultée sur le site du Centre Roland-Mousnier.

## Distinctions
Pour son ouvrage La Russie entre en Europe, Francine-Dominique Liechtenhan reçoit en 1997 le prix Eugène Colas de l'Académie française. En 2009, elle est lauréate du Prix créé en 2006 par la Ville de Saint-Pétersbourg et décerné par la Fondation Dmitri Likhatchov. En 2010, elle reçoit le prix Auguste-Gérard pour son ouvrage Elisabeth Ire de Russie, l’autre impératrice.